# Rizoto
Rizoto (či v italštině risotto) je tradiční italské rýžové jídlo vařené ve vývaru až do krémové konzistence. Většina druhů italského rizota obsahuje máslo, víno a cibuli. Má více variací, ale základ vždy zůstává stejný. Rizoto je téměř nejběžnějším způsobem přípravy rýže v Itálii. Pochází ze severní Itálie, z oblasti východního Piemontu, západní Lombardie a Benátek (vznikla zde i rýže Vialone Nano). Je jedním z pilířů milánské kuchyně. Správně zhotovené rizoto by mělo být připraveno dle stanoveného postupu, není-li tomu tak, hovoříme o pokrmu z rýže, který rizotem nelze nazvat.

## Výběr rýže
Pro přípravu rizota se používá rýže s vysokým obsahem škrobu, s kulatým středním tvarem zrn. Taková rýže má schopnost absorbovat tekutinu a uvolnit škrob a je lepkavější než dlouhozrnné varianty. Hlavními druhy rýže používanými v Itálii jsou Carnaroli a Vialone Nano, v menší míře Arborio. Carnaroli a Vialone Nano jsou považovány za nejlepší (a nejdražší) varianty, různí uživatelé dávají přednost jedné před druhou. Mají mírně rozdílné vlastnosti: například u druhu Carnaroli je méně pravděpodobné, že bude převařená než u Vialone Nano, ta se ale vaří kratší dobu a někteří kuchaři uvádí, že absorbuje lépe koření. Mohou být užívány i další druhy jako Roma, Baldo, Ribe a Originario, pokrmy ale nejsou tak krémové, jako při vaření z tradičních druhů. Tyto varianty jsou považovány za lepší pro jiné druhy rýžových jídel a pro přípravu sladkých rýží. Označení rýže superfino, semifino a fino má vztah k velikosti a tvaru zrn, ne ke kvalitě.

## Základní příprava
Je mnoho různých receptů na rizoto s různými přísadami, ale všechny jsou založeny na vhodném druhu rýže vařené standardní procedurou.
Rýže je nejdříve vařena (smažena) krátce v másle, nebo olivovém oleji, aby každé zrno bylo pokryto tukovým filmem (tostatura), následně se přidá bílé víno, které musí zrna absorbovat. Během vaření se po troškách přidává horký vývar za stálého míchání. Nakonec se přidává nasekané chladné máslo a jemně strouhané sýry (Parmigiano Reggiano, nebo Grana Padano), které se zašlehají, až vytvoří smetanovou a hladkou strukturu. Sýr se obvykle nepřidává, pokud rizoto obsahuje ryby, nebo mořské produkty.
Správně uvařené rizoto je husté a smetanové, rýže je však vařena al dente (na skus) a s oddělenými zrny. Tradiční struktura připraveného jídla je all'onda („zvlněná“). Mělo by být servírováno na plochých talířích a mělo by snadno se rozprostřít, ale nemělo by mít kolem sebe nadměrnou kapalinu.
Rizoto může být připraveno s mnoha různými druhy zeleniny, masa, ryb, mořských produktů a luštěnin, přidávají se různé druhy vína a sýra. Připravuje se ale i italské jahodové rizoto. Rizoto je běžně prvním jídlem, podávalo se před hlavním jídlem, ale např. rizoto alla Milanese, připravované s hovězím masem, máslem a sýrem, ochucené a obarvené šafránem, smí být podáváno jako příloha s Osso Buco (dušené telecí nožičky). Piemontské rizoto al Barolo se připravuje s červeným vínem a může obsahovat maso z klobás a/nebo fazole Borlotti. Černé rizoto al nerol di seppia připravované se sépií obecnou se vaří i s jejich nedotčenými inkoustovými váčky, je specialitou benátského regionu. Risi e Bisi neboli „rýže a hrášky“ je benátským jarním jídlem, konzumuje se správně lžící, ne vidličkou, je to polévka tak silná, že to připomíná rizoto. Připravuje se ze zelených hrášků z čerstvých mladých lusků, ochucený pancettou. Mimo Itálii se připravují jídla podobným způsobem jako rizoto, ale z různých zrn, nebo obilnin pod různými názvy.

## Druhy rizot
- Risotto bianco – (bílé rizoto jako příloha) se připravuje dle základního receptu. K cibuli se přidá dodatečně něco čerstvé šalvěje, zalévá se sklenicí bílého vína. Na závěr se přidá máslo a parmezán.
- Risotto alla milanese – (milánské rizoto) je zabarvené šafránem. Cibulka se zpění na hovězím morku, což spolu se šafránem dává pokrmu jeho typické aroma. Dalšími přísadami jsou máslo a parmezán. Na používání vína jsou rozdílné názory. Když ano, je tradiční metodou zalévat dušenou rýži sklenicí červeného vína (v moderních předpisech také bílé víno), namísto vývaru. Pokud se přidává vývar, pak nejlepší je vývar kuřecí, hovězí či telecí.
K vzniku milánského rizota se vztahují různé legendy. Dle jedné umělci, který maloval okno milánského dómu, spadlo trocha šafránu do hrnce s rýží a rýžová zrna byla jakoby pokryta lístkovým zlatem.
- Risotto agli asparagi – (rizoto s chřestem) se připravuje se zeleným chřestem. Špičky chřestu se odseknou, štangle se uvaří ve slané vodě, která se používá na místo vývaru (štangle se vyhodí). Špičky chřestu se uvaří odděleně a přidají se zcela nakonec, po másle a parmezánu.
- Risotto al nero di seppia – (černé rizoto) se upravuje s malými sépiemi. Barvu dostane od inkoustových váčků. Vyčištěné sépie se nakrájí na proužky společně s cibulemi, česnekem a petrželkou se dusí na olivovém oleji, zalévá se bílým vínem. Přidá se sépiový inkoust. Další příprava dle základního receptu. Rýže se zalévá rybím vývarem. Místo másla a sýru se nakonec přidá hojně černý pepř. Jak příloha se může rizoto nero připravit pouze s inkoustem – bez sépií obecných.

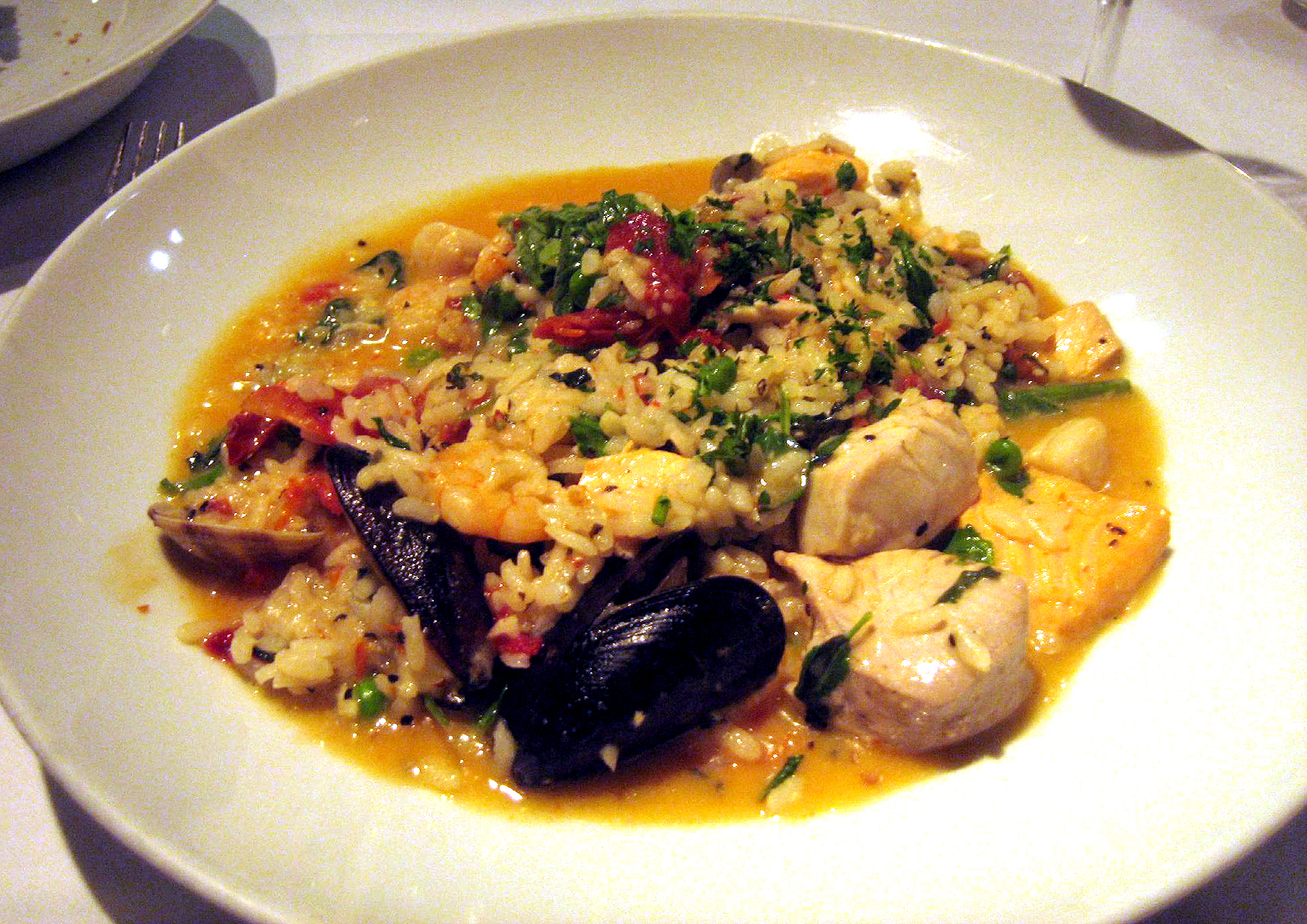
risotto s mořskými plody

- Risotto ai funghi – (rizoto s houbami) se připravuje jako rizoto bianco. Místo šalvěje se dávají hříbky nebo jiné jedlé houby, dušené na cibuli na bílém víně. Mohou se také použít sušené houby.
- Risi e bisi – (rýže s hrachem) je klasikou benátské kuchyně. K přípravě se používá slanina, cibule a petržel, opékané ve směsi z olivového oleje a másla, přidá se mladý hrášek, málo silný hovězí vývar (po případě masový extrakt) a všechno se krátkou dobu dusí. Potom se doplní vařící hovězí vývar, přidá se rýže a nechá se dovařit. Dochutí se solí, pepřem a cukrem, máslem a parmezánem. Velmi mladý hrách se může přidat i s luskem, variantou je Risi con fenoci, kde se namísto hrachu přidává najemno nakrájený fenykl. Na závěr se přidá máslo a parmezán.

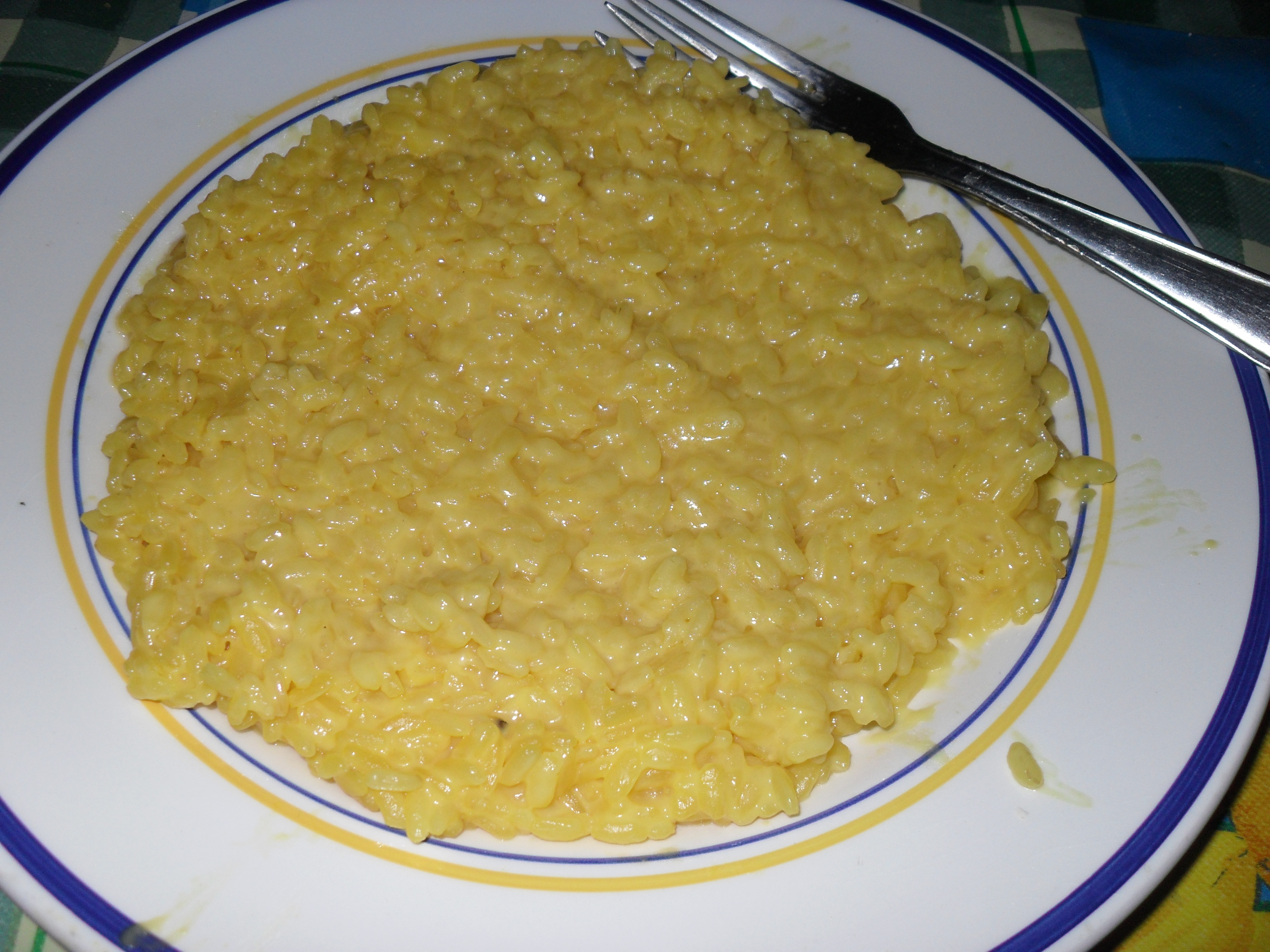
Risotto alla milanese
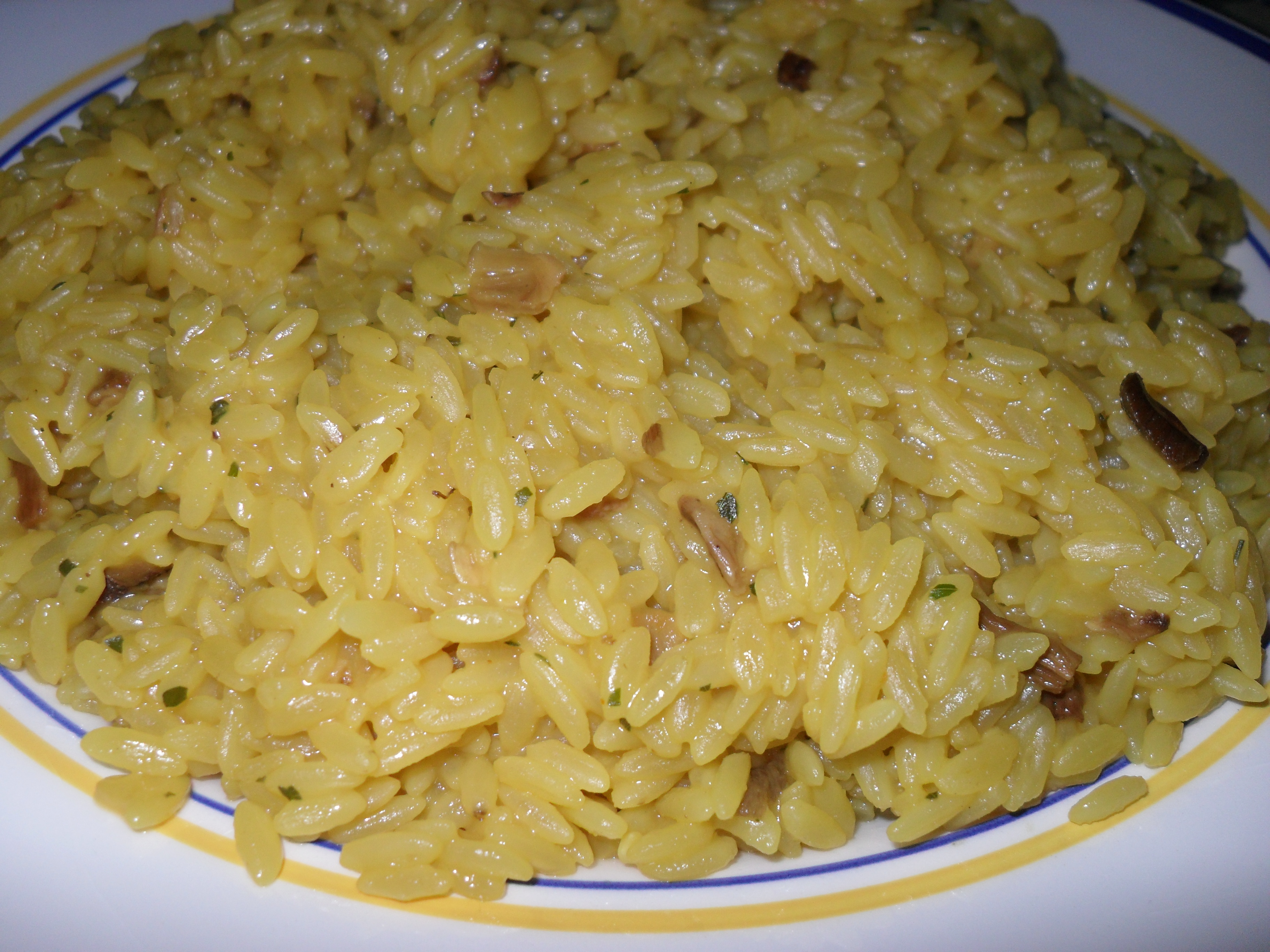
Risotto ai funghi porcini
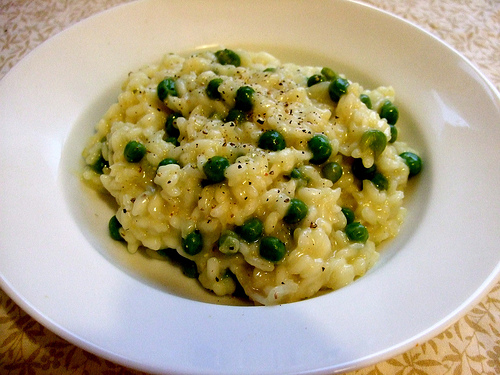
Risotto con piselli
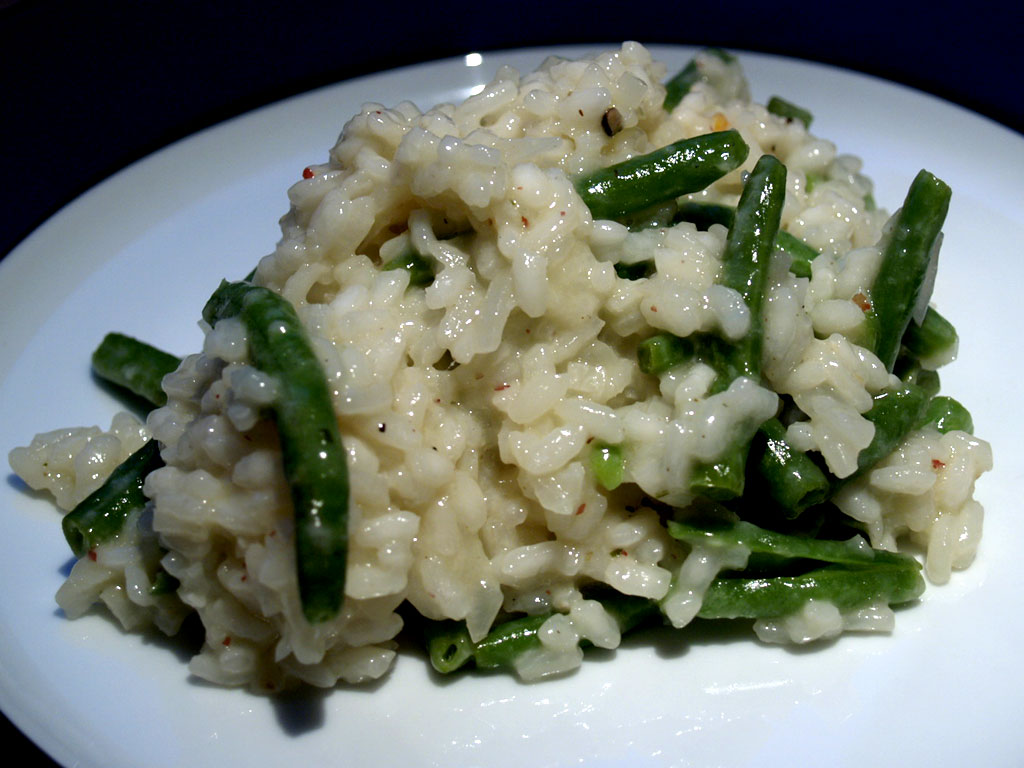
Risotto con fagiolini
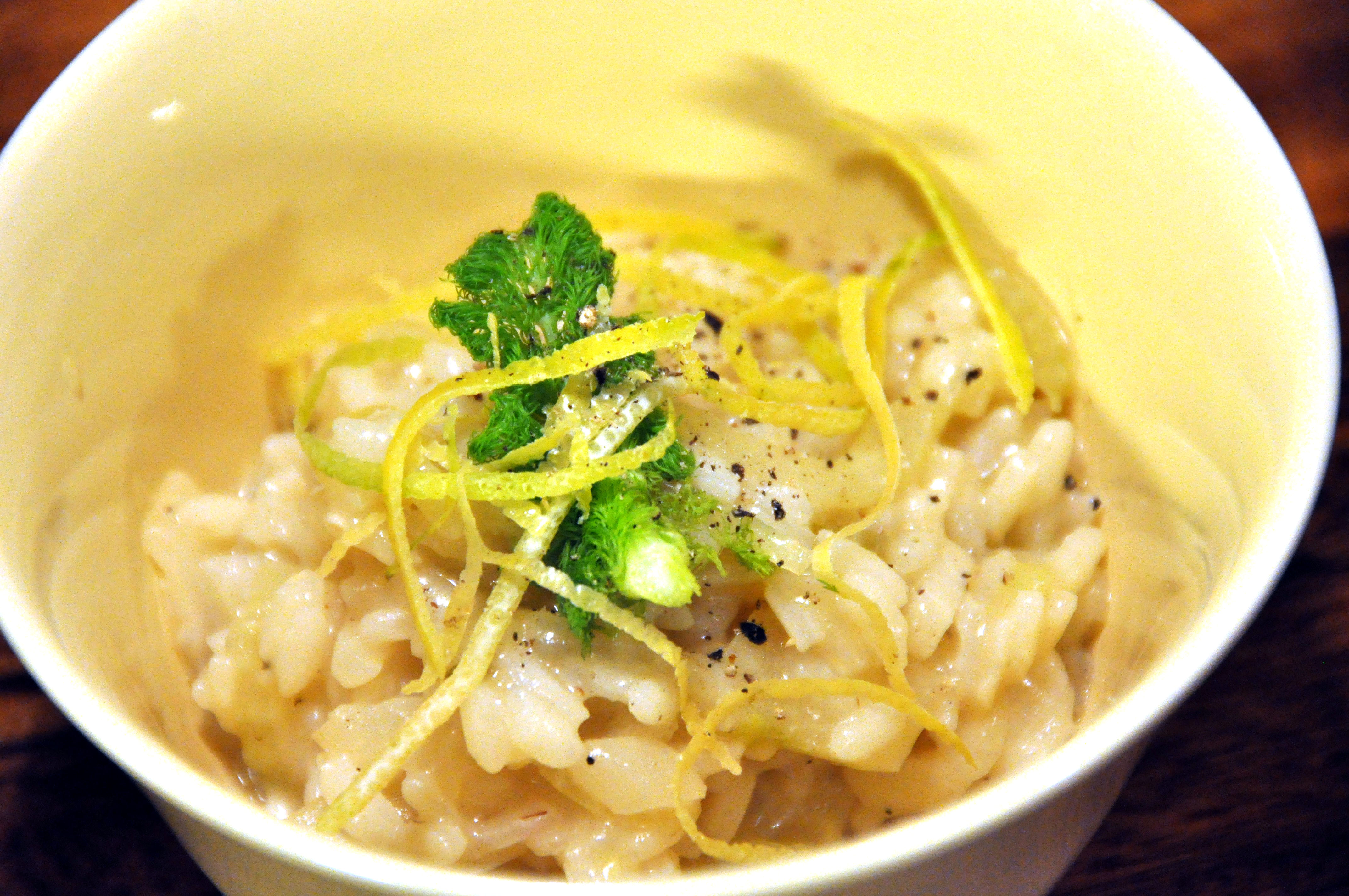
Risotto al finocchio e limone
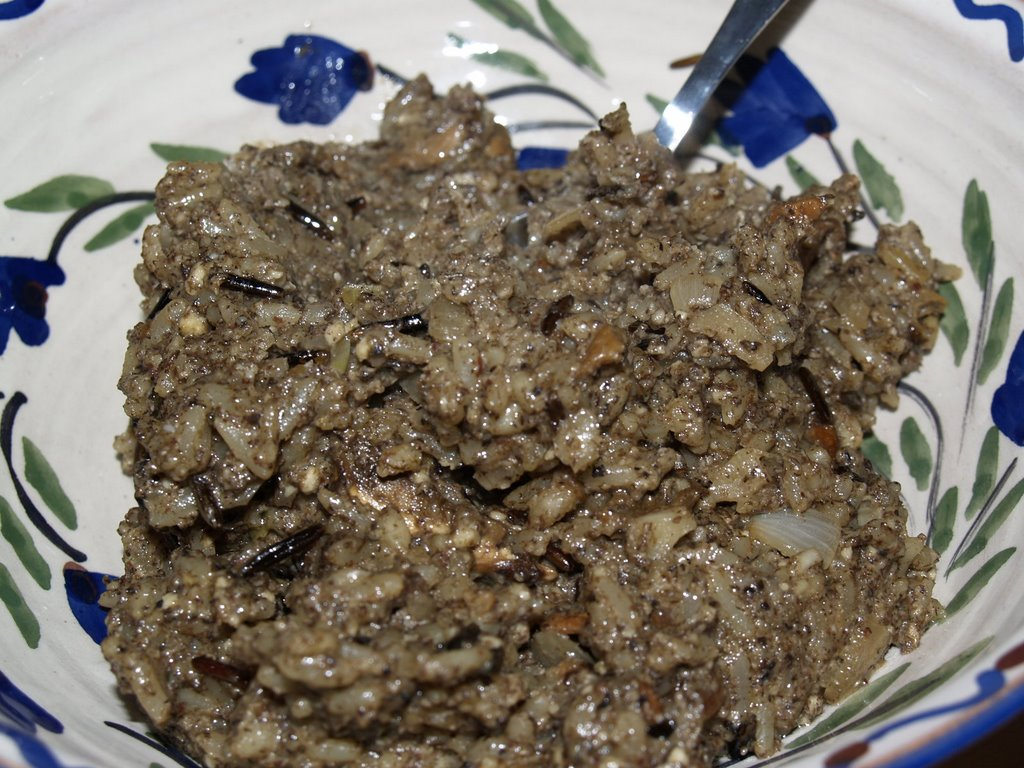
Risotto ai funghi, nocciole e parmigiano
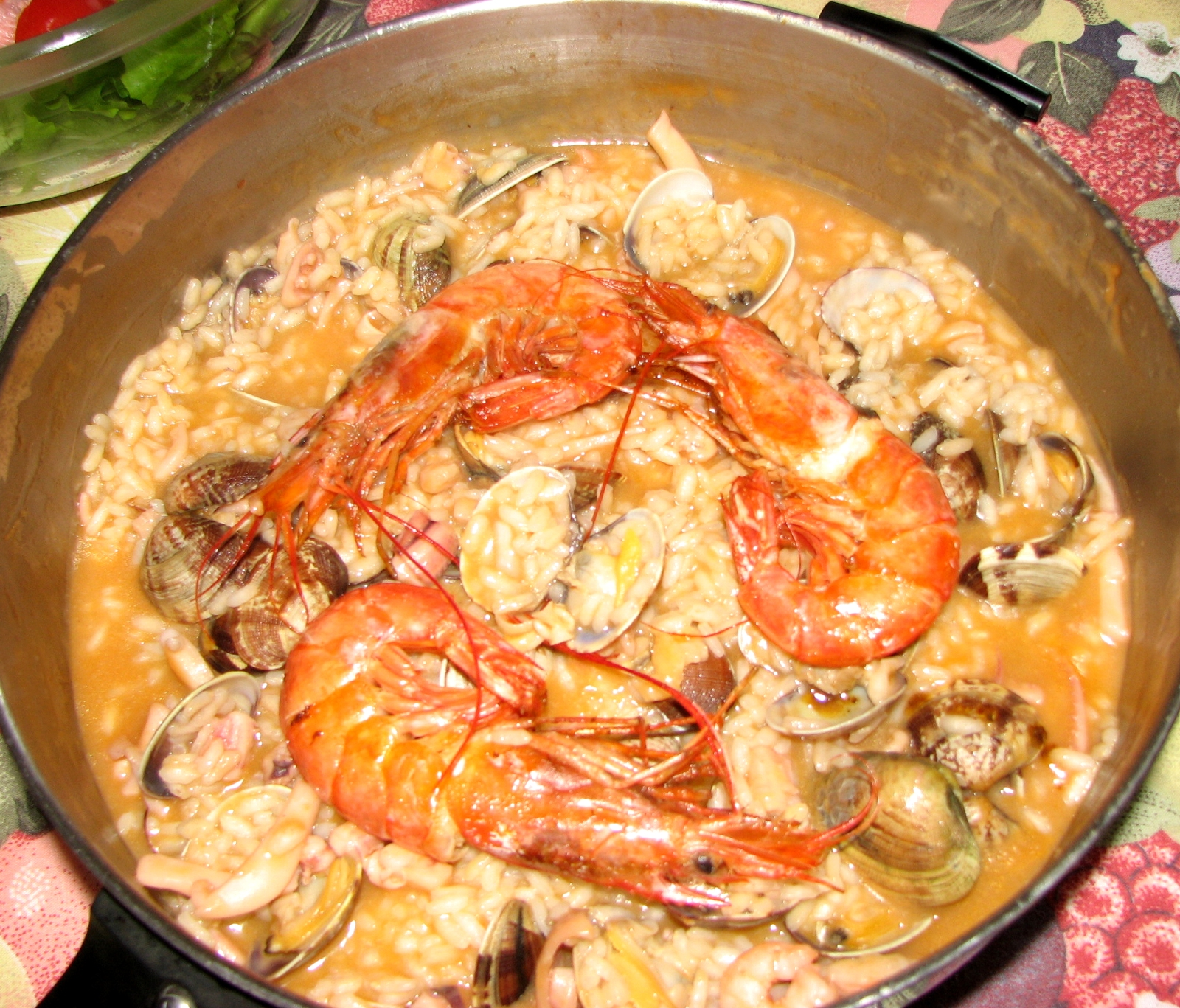
Risotto alla marinara con gamberi
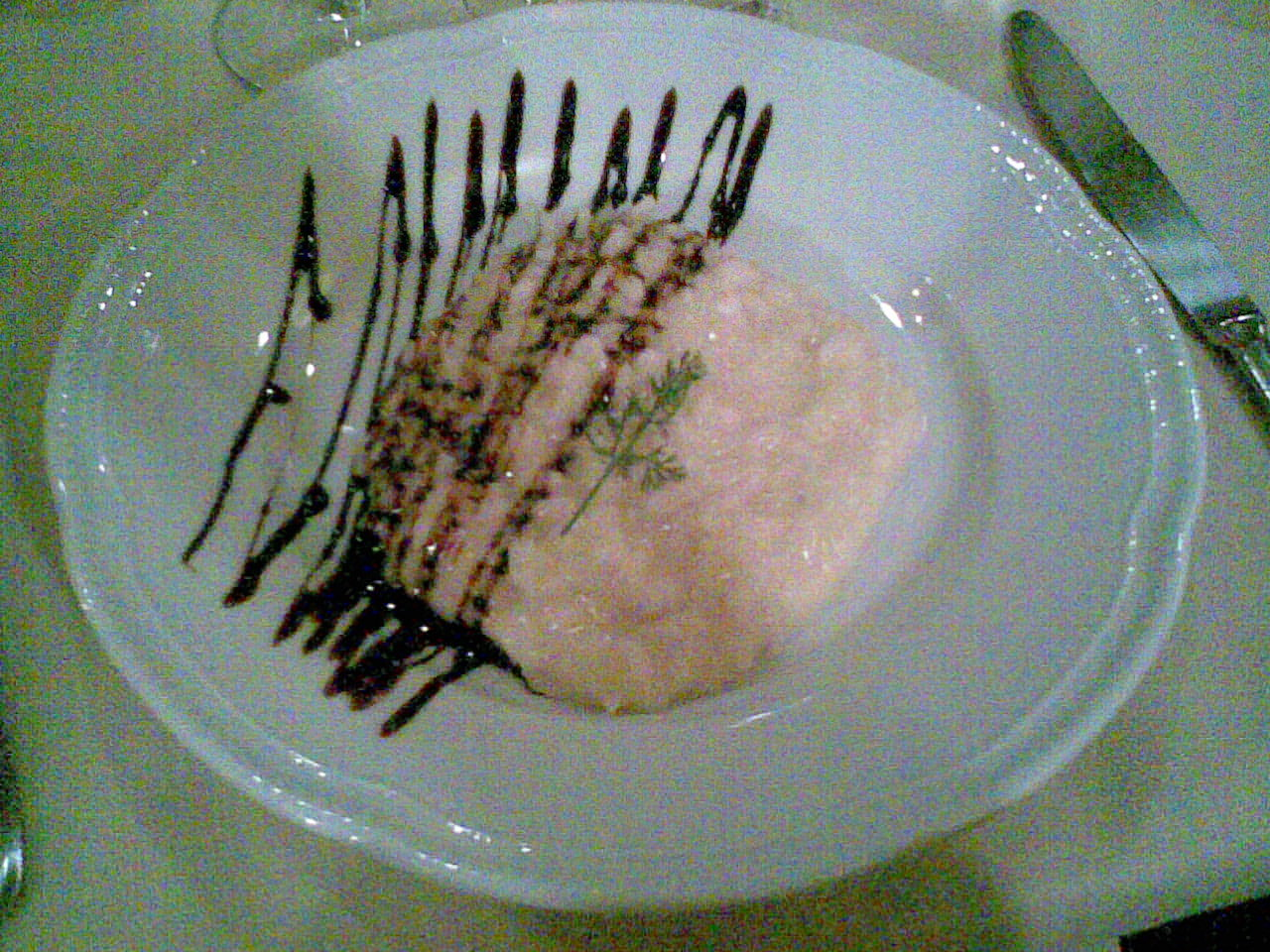
Risotto al parmigiano e aceto balsamico
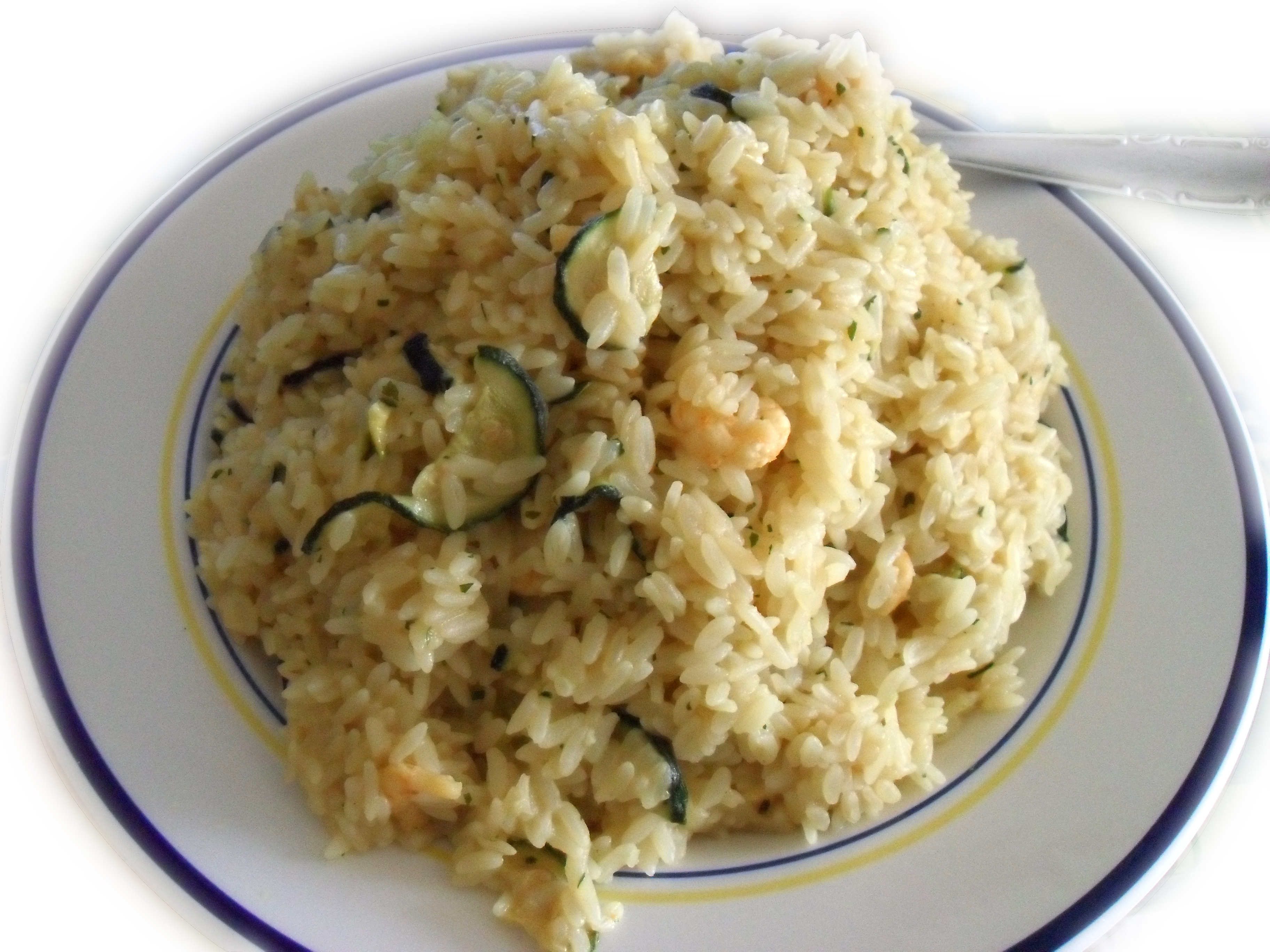
Risotto ai gamberetti e zucchine
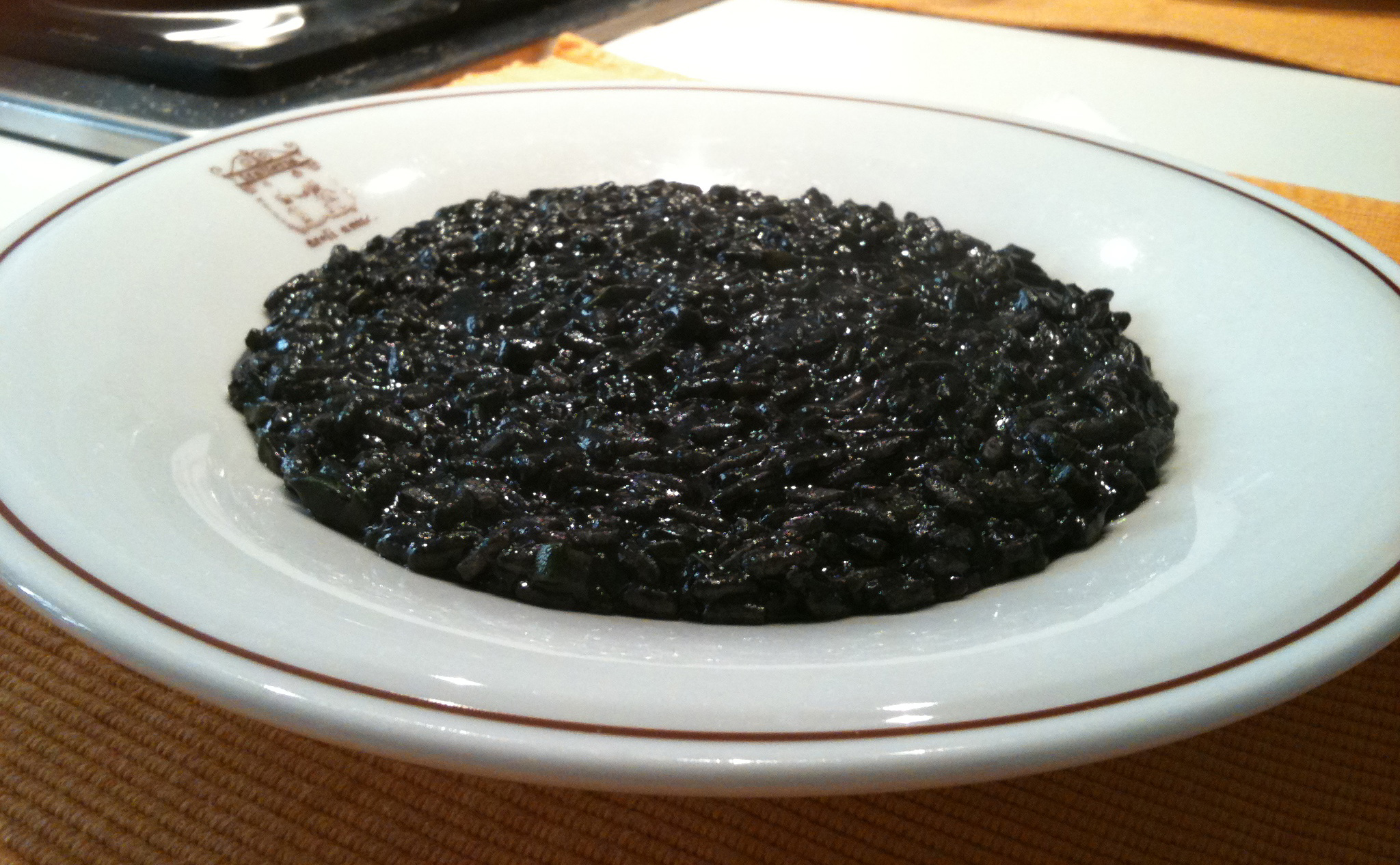
Risotto al nero di seppia

## České rizoto
Italské rizoto bývá v České republice velmi často zaměňováno s jídlem džuveč, jenž je v Česku v povědomí jako srbské rizoto. Obvykle je pod tímto názvem prezentována zjednodušená směs uvařené rýže s kuřecím masem a zeleninou, posypané sýrem. Tento způsob prezentace “rizota” je obvyklý v jídelnách.